# 135e régiment du train
Le 135e régiment du train est un régiment de l'Armée de terre française.
En 2025, il devient le 15e groupement d'instruction de la logistique (15e GIL).

## Création et différentes dénominations
- 1er juin 1975 : Création du 135e régiment du train ;
- 31 juillet 1991 : Dissous ;
- 1er juillet 2019 : Centre de formation initiale des militaires du rang de la logistique - 135e régiment du train ;
- 1er juillet 2025 : 15e groupement d'instruction de la logistique.

## Historique des garnisons, combats et batailles
Le 135e régiment du train est créé le 1er juin 1975 à partir des 521e et 535e groupes de transport, à Karlsruhe, quartier Pagézy. Il était situé sur la Moltkestraße à l'angle de la Franz-Lust-straße à Karlsruhe. Un garage pour véhicules était sur la Knielinger Allee.
D'octobre 1981 à avril 1982, un escadron de marche composé principalement d'éléments du 135e RT, renforcés du 512e RT de Bitburg et du QG de Baden-Baden, placé sous le commandement du capitaine Christian Marcerou, servit au Liban au sein du 420e DSL de la Finul. C'était la première des unités conventionnelles des Forces françaises en Allemagne à être ainsi déployée sur le théâtre libanais.
Cette compagnie de marche prenait (dans le respect des mentions portées sur l'étendard du 135e RT) la relève des parachutistes du 1er régiment de hussards parachutistes dans le contexte alors risqué de la guerre du Liban. Elle était la première unité du train non parachutiste à prendre ce type de relève. Le commandant d'unité était secondé par le lieutenant Gros, officier d'échelon : La compagnie était articulée en une section de commandement et de soutien (Adjudants Casanova, Jugeat, Lorion et Roca), trois pelotons de transport (Lieutenants Depond, Simon et Leroux) et un quatrième peloton, spécialisé dans le transport des hydrocarbures (Major Henneron).
Le régiment a été dissous le 31 juillet 1991. Son escadron porte-chars est parti à Landau puis à Saarburg avant de rejoindre le 516e régiment du train à Toul.
À l'été 2019, le centre de formation initiale des militaires du rang de Montlhéry change d’appellation et devient le CFIM de la logistique - 135e régiment du train.
Le 1er juillet 2025, le CFIM - 135e RT change d'appellation et devient le 15e groupement d'instruction de la logistique (15e GIL). Il conserve le drapeau et les traditions du 135e régiment du train.  
Il est chargé de la formation initiale des engagés volontaires des régiments de la Brigade logistique.

## Étendard

Dessin du revers du drapeau du du train.

L'étendard a été remis au nom du président de la République lors de la journée du 24 octobre 1980. Il porte la croix de guerre des théâtres d'opération extérieurs avec une palme et il porte, cousues en lettres d'or dans ses plis, les inscriptions suivantes :
- Levant 1925-1926

## Insigne
L'insigne est composé de quatre écus écartelés : 
- écu 1 d'émail blanc à un cèdre du Liban de sinople foncé, en souvenir des campagnes du Liban.
- écu 2 de sinople clair à une cigogne passant au naturel, en souvenir du 521e Groupe de Transport et de son appartenance à la 3e D.I.A..
- écu 3 d'émail blanc à 3 étoiles de sinople clair posées en pal, en souvenir des campagnes de Syrie.
- écu 4 de sinople clair à une rencontre de mouflon d'or, en souvenir du 535e Groupe de Transport et de sa participation aux opérations d'Algérie.

## Devise
Sa devise - « Fierté et fidélité » - a été choisie pour rappeler le blason Fidelitas de la ville de Karlsruhe et la fierté d'hériter les traditions du 135e escadron du train automobile dans le Djebel Druze en Syrie et au Liban de 1921 à 1928.

## Organigramme
En 1988, il comprenait:
- L'état major
- 1 groupement d'instruction
- 1 escadron de commandement et de services
- 3 escadrons de transport

Quelques précisions :
- L'état major
- 1 escadron d'instruction (le 11e)
- 1 escadron de commandement et de services (ECS)
- 3 escadrons de transport (ETM/1er ET-ETS/2e ET et 3e ET)
- 1 escadron porte-chars no 102
- 1 détachement mobilisateur

ces deux dernières unités n'étaient pas stationnées à KARLSRUHE mais à KAISERSLAUTERN.